# Neoathousius wittmeri
Neoathousius wittmeri là một loài bọ cánh cứng trong họ Elateridae. Loài này được Schimmel & Platia miêu tả khoa học năm 1991.